# 968 Петунія
968 Петунія (968 Petunia) — астероїд головного поясу, відкритий 24 листопада 1921 року.
Тіссеранів параметр щодо Юпітера — 3,256.